# لورينزو لافيروني
لورينزو لافيروني (بالإيطالية: Lorenzo Laverone) (19 أبريل 1989 في إيطاليا - ) هو لاعب كرة قدم إيطالي في مركز الدفاع. لعب مع نادي ريجينا ونادي ساسولو ونادي فاريسي ونادي فيتشينزا ونادي أريتسو وإيه جي نوسرينا 1910 ‏ وأوليمبيا كوليجيانا.

## وصلات خارجية
- لورينزو لافيروني على موقع قاعدة بيانات كرة القدم.إي يو (الإنجليزية)
- لورينزو لافيروني على موقع Soccerway.com (الإنجليزية)
- لورينزو لافيروني على موقع عالم كرة القدم.نت (الإنجليزية)
- لورينزو لافيروني على موقع AS.com (الإسبانية)